# Семёновский сельский совет (Глуховский район)
Семёновский сельский совет (укр. Семенівська сільська рада) —  административно-территориальная единица
Глуховского района
Сумской области
Украины.
Административный центр сельского совета находится в 
с. Семёновка
.

## Населённые пункты совета
- с. Семёновка
- с. Ионино
- с. Калюжное
- с. Кравченково
- с. Некрасово